# Phoenix Park Hotel
Phoenix Park Hotel (anteriormente Commodore) es un hotel ubicado en Washington D. C. en North Capitol Street, en la esquina de F St. NW y avenida Massachusetts. Está en Capitol Hill, cerca del Capitol Building y Union Station.
Es de estilo renacentista georgiano construido en 1927 y originalmente conocido como The Commodore. Fue comprado en 1982 por Daniel J. Coleman y renombrado después de Dublín, Phoenix Park de Irlanda. Sus temas irlandeses incluyen sus artículos de tocador y el Dubliner, el bar irlandés en funcionamiento continuo más antiguo de Washington D. C. Ha sido miembro de Historic Hotels of America desde 2002 y fue renovado en 2016.